# Ataköy
Ataköy, vroeger Kaltaklı (Koerdisch: Qaltax) geheten, is een dorp in het Turkse district Haymana in de provincie Ankara.

## Geschiedenis
Volgens wet nr. 6360 werden alle Turkse provincies met een bevolking van meer dan 750.000 uitgeroepen tot grootstedelijke gemeenten (Turks: büyükşehir belediyeleri), waardoor de dorpen in deze provincies de status van mahalle hebben gekregen (Turks voor stadswijk). Ook Ataköy heeft sinds 2013 de status van mahalle.

## Bevolking
In 2022 telde het dorp Ataköy 587 inwoners, waarvan 300 man en 287 vrouw, verspreid over 238 huishoudens (gemiddelde huishoudensgrootte: 2,46). Alle inwoners waren (soennitische) Centraal-Anatolische Koerden van de Şêxbizin-stam.
| Jaar | Totaal | Mannen | Vrouwen |
| ---- | ------ | ------ | ------- |
| 2022 | 587    | 300    | 287     |
| 2013 | 829    |        |         |
| 1990 | 848    |        |         |
| 1985 | 853    |        |         |
| 1975 | 637    | 309    | 328     |
| 1970 | 590    | 291    | 299     |
| 1960 | 427    | 209    | 218     |
| 1955 | 379    | 188    | 191     |
| 1950 | 340    |        |         |
| 1945 | 315    | 152    | 163     |
| 1940 | 320    | 153    | 167     |

In 2022 was ongeveer 18,4% van de bevolking tussen de 0-14 jaar, terwijl 14,65% 65 jaar of ouder was. De gemiddelde leeftijd in Ataköy was in 2022 ongeveer 41,6 jaar.
Centrale districtsplaats (İlçe Merkezi): Haymana
Dorpen (Köyler):
Ahırlıkuyu · Aktepe · Alahacılı · Altıpınar · Ataköy · Bahçecik · Balçıkhisar ·  Boğazkaya · Bostanhüyük · Bumsuz · Büyükkonak · Büyükyağcı · Cihanşah · Cingirli · Culuk · Çalış · Çatak · Çayraz · Çeltikli ·  Demirözü · Dereköy · Deveci · Devecipınarı · Durupınar  · Durutlar  · Emirler · Esen · Eskikışla · Evci · Evliyafakı · Gedik · Gültepe · Güzelcekale · İncirli · Karahoca  · Karaömerli  · Karapınar  · Karasüleymanlı  · Katrancı · Kavakköy · Kerpiçköy · Kesikkavak · Kızılkoyunlu · Kirazoğlu · Kutluhan · Küçükkonak · Küçükyağcı · Saatli · Sarıdeğirmen · Sarıgöl · Sazağası · Serinyayla · Sırçasaray · Sinanlı · Sındıran · Soğulca · Söğüttepe · Şerefligökgöz · Tabaklı · Tepeköy · Toyçayırı · Türkhüyük · Türkşerefli · Yamak · Yaprakbayırı · Yaylabeyi · Yeniköy · Yergömü · Yeşilköy  · Yeşilyurt · Yukarısebil · Yurtbeyli